# Trichosteleum punctipapillosum
Trichosteleum punctipapillosum är en bladmossart som beskrevs av Jean Édouard Gabriel Narcisse Paris och Hirendra Chandra Gangulee 1980. Trichosteleum punctipapillosum ingår i släktet Trichosteleum och familjen Sematophyllaceae. Inga underarter finns listade i Catalogue of Life.